# Kacper Tobiasz
Kacper Tobiasz (Płock, 4 novembre 2002) è un calciatore polacco, portiere del Legia Varsavia e della nazionale polacca under-21, di cui è capitano.

## Carriera

### Club
Cresciuto nel settore giovanile del Legia Varsavia, ha esordito in prima squadra il 24 luglio 2021, in occasione dell'incontro di Ekstraklasa vinto 1-0 contro il Wisła Płock.

### Nazionale
Ha giocato nelle nazionali giovanili polacche Under-20 ed Under-21.

## Statistiche

### Presenze e reti nei club
Statistiche aggiornate al 23 aprile 2023.
| Stagione                 | Squadra                  | Campionato               | Campionato | Campionato | Coppe nazionali | Coppe nazionali | Coppe nazionali | Coppe continentali | Coppe continentali | Coppe continentali | Altre coppe | Altre coppe | Altre coppe | Totale | Totale |
| Stagione                 | Squadra                  | Comp                     | Pres       | Reti       | Comp            | Pres            | Reti            | Comp               | Pres               | Reti               | Comp        | Pres        | Reti        | Pres   | Reti   |
| ------------------------ | ------------------------ | ------------------------ | ---------- | ---------- | --------------- | --------------- | --------------- | ------------------ | ------------------ | ------------------ | ----------- | ----------- | ----------- | ------ | ------ |
| 2018-2019                | Legia Varsavia II        | 3L                       | 5          | -12        |                 | -               | -               |                    | -                  | -                  |             | -           | -           | 5      | -12    |
| 2020-2021                | Legia Varsavia II        | 3L                       | 20         | -26        |                 | -               | -               |                    | -                  | -                  |             | -           | -           | 20     | -26    |
| 2021-feb. 2022           | Legia Varsavia II        | 3L                       | 2          | -2         |                 | -               | -               |                    | -                  | -                  |             | -           | -           | 2      | -2     |
| 2021-feb. 2022           | Legia Varsavia           | EK                       | 4          | -8         | CP              | 0               | 0               | UCL+UEL            | 0                  | 0                  | SP          | 0           | 0           | 4      | -8     |
| feb.-giu. 2022           | Stomil Olsztyn           | 1L                       | 13         | -15        | CP              | -               | -               |                    | -                  | -                  |             | -           | -           | 13     | -15    |
| 2022-2023                | Legia Varsavia II        | 3L                       | 1          | -2         |                 | -               | -               |                    | -                  | -                  |             | -           | -           | 1      | -2     |
| Totale Legia Varsavia II | Totale Legia Varsavia II | Totale Legia Varsavia II | 28         | -42        |                 | -               | -               |                    | -                  | -                  |             | -           | -           | 28     | -42    |
| 2022-2023                | Legia Varsavia           | EK                       | 22         | -25        | CP              | 0               | 0               |                    | -                  | -                  |             | -           | -           | 22     | -25    |
| Totale Legia Varsavia    | Totale Legia Varsavia    | Totale Legia Varsavia    | 26         | -33        |                 | 0               | 0               |                    | 0                  | 0                  |             | 0           | 0           | 26     | -33    |
| Totale carriera          | Totale carriera          | Totale carriera          | 67         | -90        |                 | 0               | 0               |                    | 0                  | 0                  |             | 0           | 0           | 67     | -90    |

## Palmarès

### Club

#### Competizioni nazionali
- Supercoppa di Polonia: 1

Legia Varsavia: 2023
- Coppa di Polonia: 1

Legia Varsavia: 2024-2025